# 경주 서악동 마애여래삼존입상
경주 서악동 마애여래삼존입상(慶州 西岳洞 磨崖如來三尊立像)은 대한민국 경상북도 경주시 서악동에 있는 마애불이다. 
1963년 1월 21일 대한민국의 보물 제62호 경주서악리마애석불상(慶州西岳里磨崖石佛像)으로 지정되었다가, 2010년 8월 25일 현재의 명칭으로 변경되었다.

## 개요
선도산 정상 가까이의 큰 암벽에 높이 7m나 되는 거구의 아미타여래입상을 본존불로 하여, 왼쪽에 관음보살상을, 오른쪽에 대세지보살상을 조각한 7세기 중엽의 삼존불상(三尊佛像)이다. 
서방 극락세계를 다스린다는 의미를 지닌 아미타여래입상은 손상을 많이 입고 있는데, 머리는 완전히 없어졌고 얼굴도 눈있는 부분까지 파손되었다. 그러나 남아있는 뺨, 턱, 쫑긋한 입의 표현은 부처의 자비와 의지를 실감나게 보여주고 있다. 넓은 어깨로부터 내려오는 웅장한 체구는 신체의 굴곡을 표현하지 않고 있어 원통형으로 보이지만, 여기에는 범할 수 없는 힘과 위엄이 넘치고 있다. 양 어깨를 감싸고 있는 옷은 묵직해 보이며, 앞면에 U자형의 무늬만 성글게 표현하였다. 
중생을 구제한다는 자비의 관음보살은 내면의 법열(法悅)이 미소로 스며나오는 우아한 기풍을 엿보게 하는데, 어느 것 하나 소홀하게 다룬 데 없는 맵시있는 솜씨를 그대로 보여주고 있다. 본존불에 비해 신체는 섬세하며 몸의 굴곡도 비교적 잘 나타나 있다. 중생의 어리석음을 없애준다는 대세지보살은 얼굴과 손의 모양만 다를 뿐 모든 면에서 관음보살과 동일하다. 사각형의 얼굴에 눈을 바로 뜨고 있어서 남성적인 힘을 강하게 풍기고 있다. 
이 삼존불은 삼국시대에서 통일신라 불상조각으로 이어지는 과도기의 중요한 작품으로, 본존불은 높이 7m, 관음보살상 높이 4.55m, 대세지보살 높이 4.62m이다.

## 참고 문헌
- 경주 서악동 마애여래삼존입상 - 국가유산청 국가유산포털